# Allemagne au Concours Eurovision de la chanson 2017
L'Allemagne  est l'un des quarante-deux pays participants du Concours Eurovision de la chanson 2017, qui se déroule à Kiev en Ukraine. Le pays est représenté par la chanteuse Levina et sa chanson Perfect Life, choisies via l'émission Unser Song 2017. Lors de l'Eurovision, le pays termine 25e de la finale avec 6 points.

## Sélection
Le diffuseur allemand confirme sa participation le 13 mai 2016.

### Format
La sélection du représentant allemand se déroule la soirée du 9 février 2017. Cinq artistes y participent. La soirée se déroule en quatre temps.
- Tout d'abord, les cinq artistes, effectuent une reprise d'une chanson de leur choix. À la suite de cette phase, trois artistes se qualifient.
- Par la suite, les trois artistes restants interprètent la chanson Wildfire, choisie par le diffuseur ARD pour cette sélection. À la fin de cette étape, un artiste de plus est éliminé.
- Ensuite, les deux artistes restants chantent la chanson Perfect Life, la seconde chanson choisie par ARD. Le public allemand voté ensuite pour les deux combinaisons chanson-artiste qu'ils ont préférées.
- Enfin, les combinaisons chanson-artiste choisies sont réinterprétées et le public allemand vote pour celle qui représentera le pays.

### Artistes
Le diffuseur allemand ARD sélectionne cinq artistes parmi les 2 493 candidatures reçues. Les artistes sélectionnés sont : Axel Feige ; Felicia Lu Kürbiß ; Helene Nissen ; Levina ; Sadi. Le chanteur Sadi a cependant par la suite annoncé son désistement et a été remplacé par Yosefin Buohler.

### Chansons
Le 1er février 2017, ARD annonce le titre des deux chansons choisies pour la sélection :
- Perfect Life
- Wildfire

### L'émission

#### Première phase
Les cinq artistes chantent une chanson de leur choix. Trois d'entre eux sont qualifiés pour la suite de la soirée.
| Ordre | Artiste           | Chanson (artiste originaux)       | Voix   | Résultat |
| ----- | ----------------- | --------------------------------- | ------ | -------- |
| 1     | Helene Nissen     | Folsom Prison Blues (Johnny Cash) | 49 964 | 2        |
| 2     | Yosefin Buohler   | Love On Top (Beyoncé)             | 12 748 | 5        |
| 3     | Felicia Lu Kürbiß | Dancing On My Own (Robyn)         | 13 139 | 4        |
| 4     | Axel Feige        | You Know My Name (Chris Cornell)  | 39 242 | 3        |
| 5     | Levina            | When We Were Young (Adele)        | 89 156 | 1        |

#### Deuxième phase
Les trois chanteurs toujours en course interprètent leur version de la chanson Wildifre. Les deux artistes recevant le plus de voix se qualifient pour la suite.
| Ordre | Artiste       | Voix   | Place |
| ----- | ------------- | ------ | ----- |
| 1     | Helene Nissen | 41 459 | 3     |
| 2     | Axel Feige    | 47 639 | 2     |
| 3     | Levina        | 79 811 | 1     |

#### Troisième phase
Les deux artistes restants interprètent tous deux leur version de la chanson Perfect Life, puis le public désigne les deux combinaisons chanson-artiste qu'il préfère.
| Artiste    | Chanson      | Voix    | Place |
| ---------- | ------------ | ------- | ----- |
| Axel Feige | Perfect Life | 57 631  | 3     |
| Levina     | Perfect Life | 60 474  | 2     |
| Axel Feige | Wildfire     | 36 266  | 4     |
| Levina     | Wildfire     | 124 326 | 1     |

#### Quatrième phase
Enfin, le public vote une dernière fois pour sélectionner la combinaison chanson-artiste qui représentera l'Allemagne.
| Artiste | Chanson      | Voix             | Place |
| ------- | ------------ | ---------------- | ----- |
| Levina  | Wildfire     | 45 285 (31,08%)  | 2     |
| Levina  | Perfect Life | 100 407 (68,92%) | 1     |

C'est donc Levina qui représentera l'Allemagne à Kiev avec la chanson Perfect Life.

## À l'Eurovision
L'Allemagne faisant partie du Big Five, elle est automatiquement qualifiée pour la finale le 13 mai 2017 où elle arrive 25e avec 6 points.